# Susie Rugg
Susan "Susie" Rugg es una actriz australiana, más conocida por haber interpretado a Brodie Hanson en la serie Home and Away.

## Biografía
Susie tiene una hermano mayor.

## Carrera
En 1999 apareció como invitada en la serie médica All Saints donde interpretó a Mary Ellison.
El 20 de julio de 2000 se unió al elenco recurrente de la serie exitosa serie australiana Home and Away donde interpretó a Brodie Hanson, hasta el 2002 luego de que decidiera irse de la bahía para viajar por el mundo. Susie regresó brevemente a la serie en el 2004 y su última aparición fue el 13 de febrero del mismo año, después de que su personaje decidiera irse con Alex. Susie originalmente había adicionado para el papel de Dani Sutherland pero no lo obtuvo sin embargo poco después el papel de Brodie fue creado para ella.
En el 2010 apareció en el drama Blue Bird donde interpretó a Lulu Richmond.

## Filmografía[3]
Series de televisión
| Año               | Serie         | Personaje     | Notas                          |
| ----------------- | ------------- | ------------- | ------------------------------ |
| 2005              | The Surgeon   | Cathy Handel  | episodio # 1.7                 |
| 2000 - 2002, 2004 | Home and Away | Brodie Hanson | 64 episodios                   |
| 1999              | All Saints    | Mary Ellison  | episodio "Lesser of Two Evils" |

Películas
| Año  | Título  | Personaje | Notas                                                                        |
| ---- | ------- | --------- | ---------------------------------------------------------------------------- |
| 2007 | Fallers | Nic       | corto - junto a Abe Forsythe, Ryan Johnson, Stephen Leeder & Christian Manon |

Apariciones
| Año  | Título    | Personaje              | Notas |
| ---- | --------- | ---------------------- | ----- |
| 2010 | Blue Bird | Louise "Lulu" Richmond | -     |

Teatro
| Año        | Obra                        | Personaje | Director (a)      | Teatro            | Notas                                                           |
| ---------- | --------------------------- | --------- | ----------------- | ----------------- | --------------------------------------------------------------- |
| 2006       | Wind                        | -         | -                 | -                 | -                                                               |
| 2005       | Red Tape                    | -         | Nicholas Pickard  | Newtown Theatre   | junto a James Lugton                                            |
| 2005       | Tangled Net                 | -         | Alison Richardson | Newtown Theatre   | junto a Matthew Edgerton & Alan Faulkner                        |
| 2005       | Short and Sweet Play Season | -         | -                 | -                 | -                                                               |
| 2003       | Balm in Gilead              | Terry     | Michael Booth     | -                 | junto a Charlie Clausen, Luke Ford, Sarah Gilbert & Neil Phipps |
| 2002       | Zing                        | -         | -                 | -                 | -                                                               |
| 1999, 2002 | A Midsummer Night's Dream   | Helena    | Katrina Douglas   | Shopfront Theatre | -                                                               |
| 2002       | Fresh Cuts                  | -         | -                 | -                 | -                                                               |